# Castigat ridendo mores
La locuzione latina Castigat ridendo mores, tradotta letteralmente, significa: "corregge i costumi ridendo".
Questa iscrizione, posta sul frontone di vari teatri e dovuta al poeta latinista francese Jean de Santeul, indica come la commedia e la satira, spargendo ironia e ridicolo sui vizi e i difetti umani, diano un apporto importante per la riforma dei costumi.
L'espressione è spesso usata nelle opere di Molière e Marivaux, come ne L'avaro (1668).  
Lo stesso concetto è applicato anche nella locuzione Ridentem dicere verum: quid vetat? attribuita all'autore latino Orazio.